# Georgina Parkes
Georgina „Georgie“ Louise Parkes (* 30. Mai 1965) ist eine ehemalige australische Schwimmerin. Sie gewann bei Weltmeisterschaften eine Silbermedaille und bei Commonwealth Games eine Goldmedaille, drei Silbermedaillen sowie eine Bronzemedaille.

## Sportliche Karriere
Bei den Olympischen Spielen 1980 in Moskau schwamm Parkes im Vorlauf über 100 Meter Rücken die 14. Zeit und verpasste damit ebenso das Finale wie ihre Landsfrau Lisa Forrest als Zehnte der Vorläufe. Über 200 Meter Rücken wurde Parkes Zehnte der Vorläufe. Forrest erreichte den Endlauf und wurde Siebte.
Zwei Jahre später bei den Weltmeisterschaften 1982 in Guayaquil erreichte Parkes weder über 100 Meter Rücken noch mit den Staffeln das Finale. Im Endlauf über 200 Meter Rücken siegte Cornelia Sirch aus der DDR mit fünf Sekunden Vorsprung vor Parkes, die ihrerseits 0,42 Sekunden vor der drittplatzierten Rumänin Carmen Bunaciu anschlug. Anderthalb Monate nach den Weltmeisterschaften fanden in Brisbane die Commonwealth Games 1982 statt. Mit der Lagenstaffel wurde Parkes disqualifiziert. Über 100 und 200 Meter Rücken gewann jeweils Lisa Forrest vor Georgina Parkes. Über 100 Meter Rücken gab es für die Australierinnen gar einen Dreifachsieg, da Audrey Moore auf den dritten Platz schwamm.
Die 1,81 Meter große Georgina Parkes trat bei den Olympischen Spielen 1984 in Los Angeles über beide Rückendistanzen an. Über 100 Meter Rücken erreichten Audrey Moore und Georgina Parkes das B-Finale und wurden in der Gesamtwertung Neunte und Zehnte. Über 200 Meter Rücken qualifizierte sich Parkes mit der zweitschnellsten Vorlaufzeit für das Finale. Im Endlauf siegte die Niederländerin Jolanda de Rover vor Amy White aus den Vereinigten Staaten und der Rumänin Anca Pătrășcoiu. Parkes schlug mit über einer Sekunde Rückstand auf die Rumänin als Vierte an.
1985 wurden in Tokio die ersten Pan Pacific Swimming Championships ausgetragen. Parkes gewann mit der Lagenstaffel und mit der 4-mal-200-Meter-Freistilstaffel die Silbermedaille. Über 100 Meter Rücken wurde sie Dritte hinter Betsy Mitchell und Andrea Hayes aus den Vereinigten Staaten. Auf der doppelt so langen Strecke gewann Hayes vor Parkes und Mitchell.
Im Juli 1986 bei den Commonwealth Games 1986 in Edinburgh wurde Parkes über 100 Meter Rücken Zweite hinter der Neuseeländerin Sylvia Hume und vor ihrer Landsfrau Nicole Livingstone. Über 200 Meter Rücken gewann Parkes vor der Engländerin Kathy Read.  Die australische Lagenstaffel mit Georgina Parkes, Dimity Douglas, Karen Phillips und Angela Harris wurde Dritte hinter den Engländerinnen und den Kanadierinnen. Einen Monat später bei den Weltmeisterschaften in Madrid verfehlte Parkes sowohl über 100 als auch über 200 Meter Rücken den Finaleinzug.
Nach ihrer Aktivenlaufbahn eröffnete Parkes eine Schwimmschule in St. Lucia.